# ثروت تازه‌گل
ثروت تازه‌گل (به ترکی استانبولی: Servet Tazegül) (زاده ۲۶ سپتامبر ۱۹۸۸ در نورنبرگ) تکواندوکار اهل ترکیه، قهرمان اروپا، جهان و المپیک در وزن –۶۸ کیلوگرم است، ثروت از آذربایجانی‌های ترکیه می‌باشد.

## زندگی‌ نامه
ثروت تازه‌گل از ۲۰ سالگی وارد مسابقات جهانی، اروپایی و المپیک شد، نخستین حضور وی در قهرمانی اروپا به سال ۲۰۰۸ در رم بود که عنوان قهرمانی و مدال طلا را کسب کرد، در دومین رویداد بین‌المللی خود در مسابقات المپیک پکن حاضر بود که به عنوان سومی وی انجامید و ثروت به مدال برنز رسید، تازه‌گل بعد از قهرمانی سال ۲۰۰۸، دو دوره پیاپی قهرمان اروپا در وزن –۶۸ کیلوگرم به سال‌های ۲۰۱۰ سن پترزبورگ و ۲۰۱۲ منچستر را کسب کرد. و در نخستین حضور جهانی خود که در مسابقات جهانی تکواندو ۲۰۰۹ صورت پذیرفت نخستین برنز جهانی خود را دریافت کرد.
اوج پیشرفت تازه‌گل از سال ۲۰۱۱ آغاز شد که وی در مسابقات قهرمانی جهانی تکواندو ۲۰۱۱ گیونگجو در بازی فینال محمد باقری معتمد را شکست داد و به نخستین طلای جهانی رسید و سال بعد نیز در بازی‌های المپیک تابستانی ۲۰۱۲ وزن ۶۸ کیلوگرم با نتیجه ۶-۵ باز هم مقابل محمد باقری معتمد به پیروزی دست یافت و نخستین طلای خود در رقابت‌های المپیک، پس از عنوان سومی ۲۰۰۸ پکن را به دست آورد.
ثروت تازه‌گل در لیگ داخلی ترکیه برای باشگاه ورزشی جوانان شهرداری قاضی عثمان پاشا به فعالیت می‌پردازد.